# Jupiter (gud)
Jupiter (skrevs ivppiter, Iuppiter; även Iovis) är gudarnas konung i romersk mytologi. I grekisk mytologi motsvaras han av Zeus. Hans hustru är Juno, med vilken han är far till bland andra Mars och Vulcanus. Dessutom har han ett antal barn genom utomäktenskapliga förbindelser. Jupiter var ursprungligen en italisk himmelsgud, och i Romerska riket blev han tidigt staden Roms skyddspatron. Namnet Jupiter kan komma från tillropet Diespiter (från Dies pater) – "Fader Dag".

## Beskrivning

### Bakgrund
Jupiter var ursprungligen en italisk himmelsgud. Därefter utvecklades han till staden Roms och den romerska statens särskilda beskyddare. I det antika Rom var de tre gudarna Jupiter–Mars–Quirinus de äldsta offentliga gudarna i staden. 509 f.Kr. uppfördes Jupitertemplet på Capitolium.

### Namn och benämningar
Jupiter är en vokativform av latinets Diespiter, "Fader Dag", kopplat till hans roll som himmelsgud. Jupiter dyrkades i flera olika aspekter av sitt väsen: Iupiter Lucetius (ljusbringaren) och Iupiter Optimus Maximus (som Roms övergud och skyddspatron för landet), Iupiter Fulgur (blixtslungaren), Iupiter Pluvialis (regngivaren) och Iupiter Feretrius (beskyddaren av avtal och edsfördrag).
Även Zeus kallades för Zeus pater (Ζεύς πάτερ), och i den vediska hinduismen förekommer en arkaisk himmelsgud vid namn Dyaus pita. Namnen kan rekonstrueras som *Dyeus ph2ter på det indoeuropeiska urspråket, där roten *dyeu- betyder "lysande", "himmelsk" eller "gudomlig". I nordisk mytologi motsvaras samma gud etymologiskt och historiskt av Tyr/Ti/Tiwaz som givit namn åt Tisdag. De flesta likheter mellan Jupiter och Zeus beror dock på att romarna lånade myter från grekerna och införlivade dem i sin egen gudaskara.

## Betydelse och familj
Som himmelsgud och Roms skyddspatron sågs Jupiter som en av de högsta gudarna, senare som den högste. När han under klassisk tid associerades med grekernas Zeus tog han både över dennes roll som gudarnas ledare och en mängd av hans myter – inklusive de kopplade till Zeus utomäktenskapliga affärer.

### Släktingar
- Saturnus + Ops (föräldrar)
  - Vesta (syster)
  - Neptunus (bror)
  - Pluto (bror)
  - Ceres (syster)
  - Jupiter
    - Minerva (dotter)
    - Mars (son med Juno)
    - Lucina (dotter med Juno)
    - Vulcanus (son med Juno)
    - Juventas/Juventia (dotter med Juno)
    - Bacchus/Liber (son med Semele)
    - Proserpina/Proserpine (dotter med Ceres)
    - Diana (dotter med Latona)
    - Apollo (son med Latona)
    - Mercurius (son med Maia)
    - Venus (dotter med Dione)
    - Fortuna (dotter)

- Källor: [5][6][7]

## Veckodag
I den romerska kalendern namngavs veckodagarna efter olika gudar. Torsdag kom att bli Jupiters dag – 'dies Iovis. Benämningen har kommit att ärvas av nästan alla de latinska dotterspråken:
- joi (rumänska)
- giovedì (italienska)
- jeudi (franska)
- dijous (katalanska)
- jueves (spanska)
- xueves (asturiska)
- xoves (galiciska)

Portugisiskan har dock valt att namnge veckodagarna i nummerordning. Torsdag heter då quarta-feira ('fjärde dagen efter helgen').

## Källhänvisningar
1. 1 2 3  "Jupiter". Ne.se. Läst 2 november 2014.
2. ↑  Livius Ab urbe condita kap 56
3. ↑  ”Jupiter - Uppslagsverk”. www.ne.se. https://www.ne.se/uppslagsverk/encyklopedi/l%C3%A5ng/jupiter-(romersk-gud). Läst 6 december 2023.
4. ↑  "romersk religion". NE.se. Läst 2 november 2014.
5. ↑  "Roman Gods Family Tree". Talesbeyondbelief.com. Läst 2 november 2014. (engelska)
6. ↑  "Roman Pantheon". Timelessmyths.com. Läst 2 november 2014. (engelska)
7. ↑  "The Roman Family Tree". Arkiverad 2 november 2014 hämtat från the Wayback Machine. Windows2universe.org. Läst 2 november 2014. (engelska)